# 牡丹園駅
牡丹園駅（ぼたんえん-えき）は、北京市海淀区に位置する北京地下鉄10号線と19号線の駅。

## 歴史
- 2008年7月19日 - 10号線が開業。
- 2021年
  - 4月10日 - 駅改造工事の為、当駅閉鎖[1]。
  - 6月18日 - 再開業。
  - 12月31日 - 19号線が開業。[2]

## 駅構造
10号線、19号線ともに島式ホーム1面2線を有する地下駅。

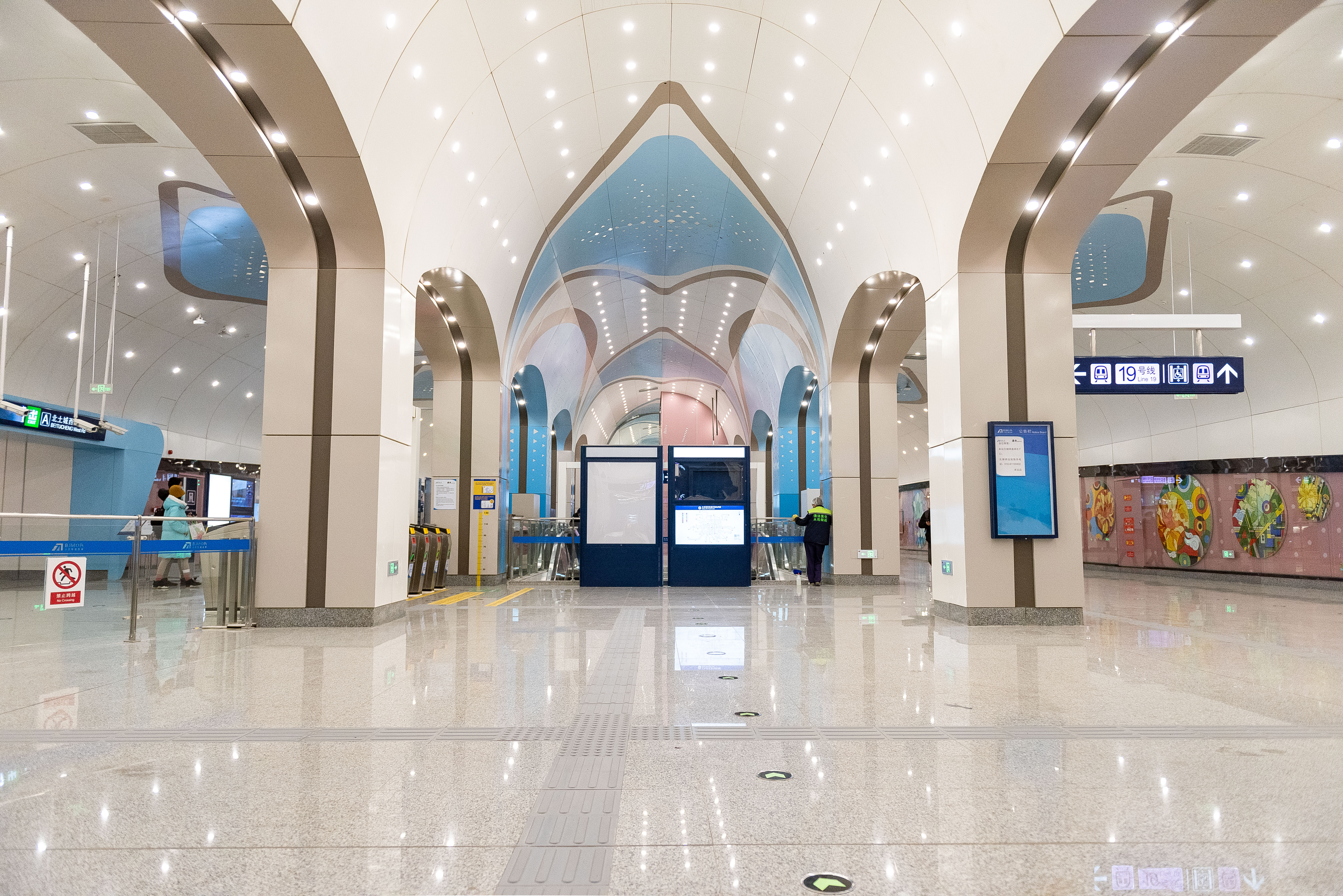
19号線改札階
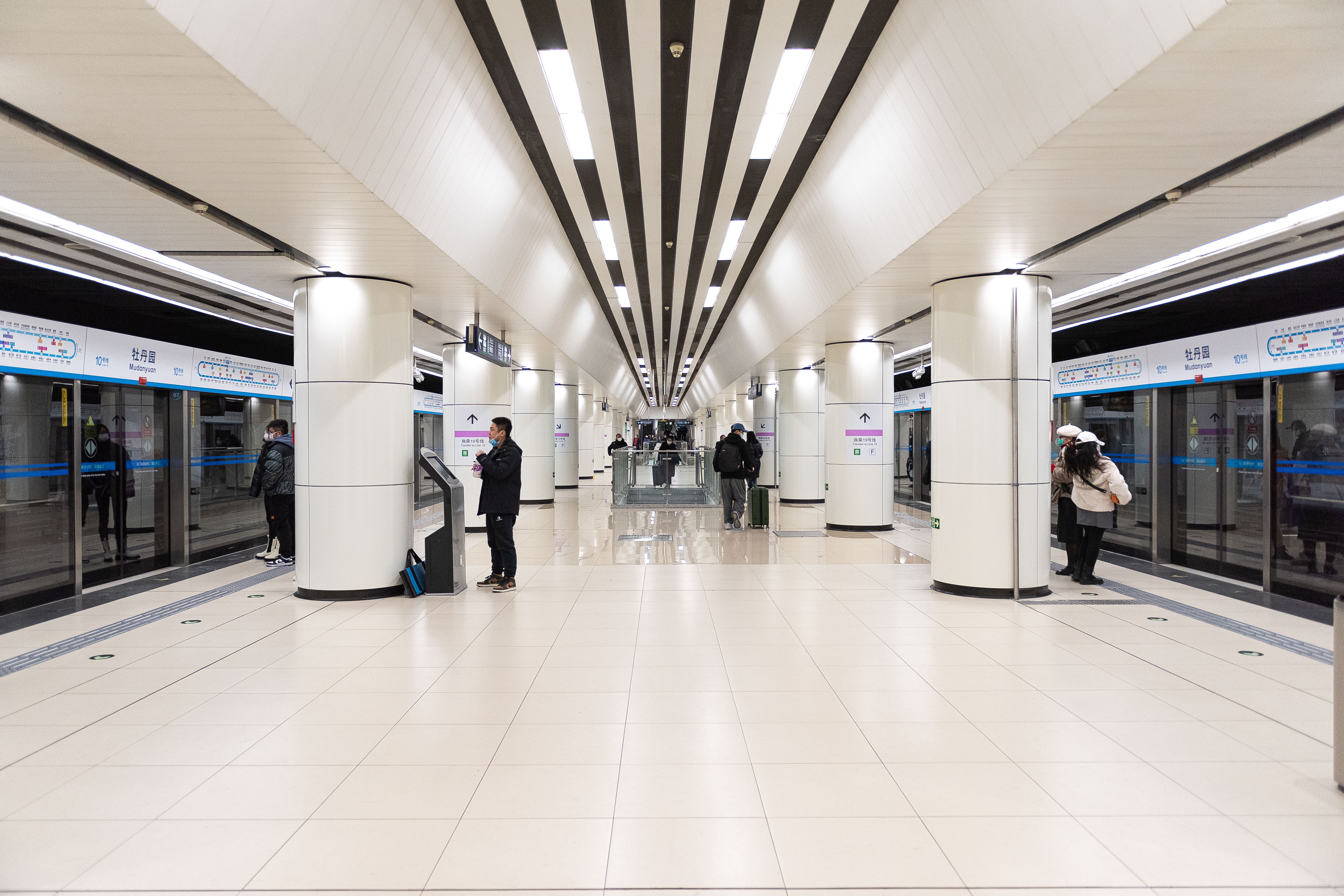
10号線ホーム
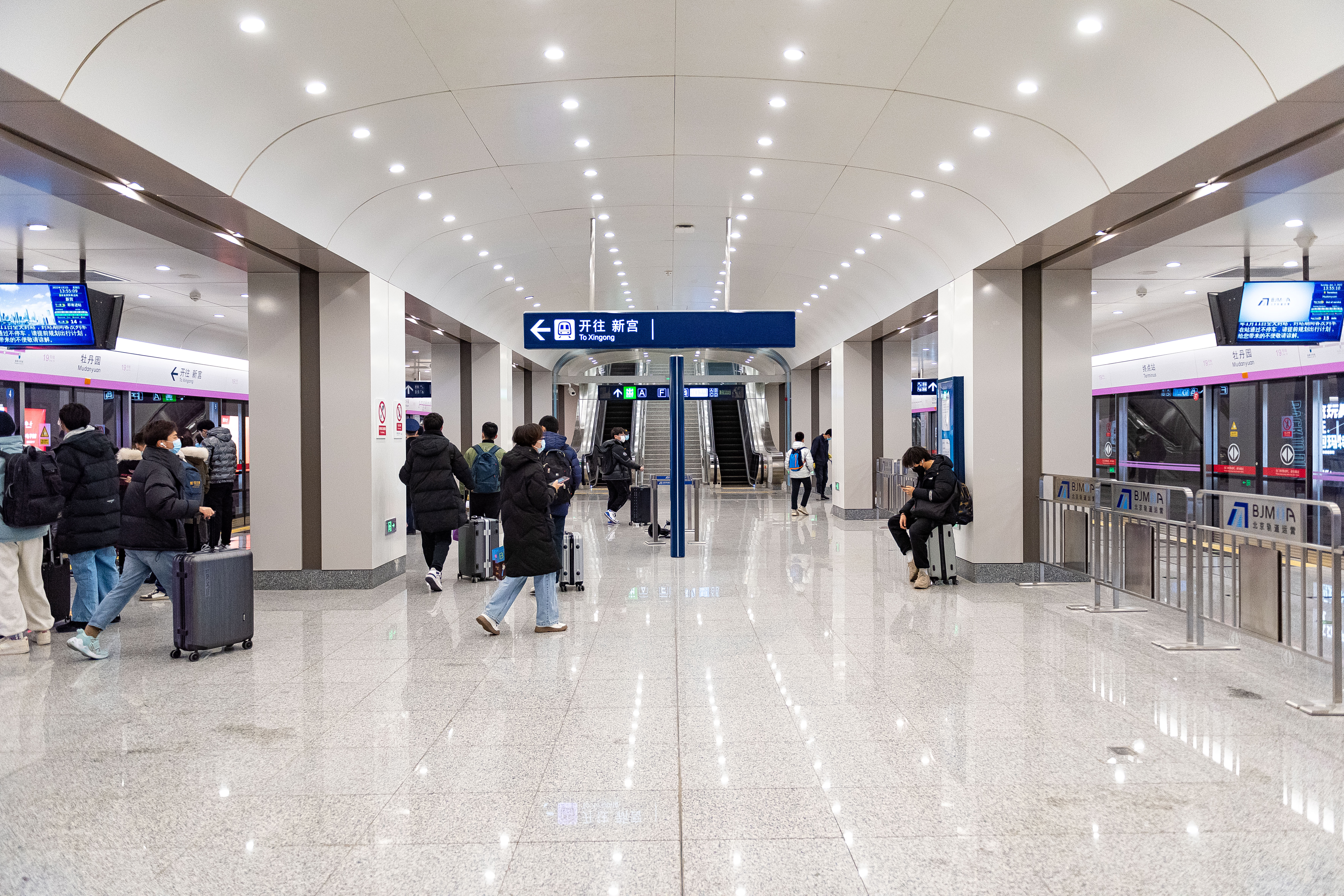
19号線ホーム

### のりば
| 番線                    | 路線     | 方向   | 行先                     |
| ----------------------- | -------- | ------ | ------------------------ |
| 10号線ホーム（地下2階） |          |        |                          |
| 西方面                  | ■ 10号線 | 外回り | 巴溝・公主墳・豊台駅方面 |
| 東方面                  | ■ 10号線 | 内回り | 三元橋・国貿・宋家荘方面 |
| 19号線ホーム（地下3階） |          |        |                          |
| -                       | ■ 19号線 |        | 降車ホーム               |
| 南方面                  | ■ 19号線 |        | 新宮方面                 |

## 駅周辺
- 翠微百貨牡丹園店
- 牡丹園小区
- 元土城遺址公園

## 隣の駅
北京地下鉄
■ 10号線
西土城駅 - 牡丹園駅 - 健徳門駅
■ 19号線
牡丹園駅 - 北太平荘駅